# Schoenus subbulbosus
Schoenus subbulbosus är en halvgräsart som beskrevs av George Bentham. Schoenus subbulbosus ingår i släktet axagssläktet, och familjen halvgräs. Inga underarter finns listade i Catalogue of Life.